# Paralcis complicata
Paralcis complicata är en fjärilsart som beskrevs av W. Warren 1906. Paralcis complicata ingår i släktet Paralcis och familjen mätare. Inga underarter finns listade i Catalogue of Life.